# دكنسون جولدزورذي لوز
دكنسون جولدزورذي لوز (بالإنجليزية: Goldsworthy Lowes Dickinson)‏ (1862 - 1932) مؤلف بريطاني تعلم بكلية الملك بجامعة كامبردج حيث أصبح زميلا هناك أهتم بالعلاقات الدولية ولم يحظ بشعبية كبيرة بسبب اتجاهه السلمي في الحرب العالمية الأولى ومن كتاباته في هذا الميدان الفوضى الدولية 1904 – 1914 1926. اشتهر بتأليفه كتاب النظرة الإغريقية إلي الحياة 1896 وكتب أيضا الثورة وأثرها في فرنسا الحديثة 1892 وبعد ألفي عام 1930.